# ريوييا أويدا
ريوييا أويدا (باليابانية: 上田 陵弥) (مواليد 2 مايو 1989)، هو لاعب كرة قدم ياباني سابق كان يلعب كمدافع.

## وصلات خارجية
- ريوييا أويدا على موقع رابطة كرة القدم اليابانية للمحترفين (اليابانية)